# “Z”OOM
『“Z”OOM』（ズーム）は、ねごとのミニアルバム。2014年3月12日にKi/oon Musicから発売された。

## 解説
ねごと初の全国流通盤となる『Hello! “Z”』以来となるミニアルバム。リリースとしては、前作「シンクロマニカ」から約4ヶ月ぶり、アルバム『5』から約1年1ヶ月ぶりとなる。
NHK-BSプレミアムよるドラマ『おふこうさん』主題歌である「真夜中のアンセム」や、劇場版『しまじろうのわお！「しまじろうと くじらのうた」』テーマソングに起用される「勲章」などを含む、全6曲入り。
初回生産限定盤の特典DVDには、今作の制作に密着した映像“Recording diary & The making of photo shoots”が収録されている。
タイトルには、内容や振り幅が広いということや、一人一人が作詞をしている（一人一人にズームする）という意味が込められている。

## 収録曲
1. 真夜中のアンセム
作詞：蒼山幸子／作曲：ねごと／編曲：河野圭
NHK-BSプレミアムドラマ『おふこうさん』主題歌。
アルバムのリード曲。ミュージック・ビデオが制作されている。
2. Dreamin'
作詞：沙田瑞紀／作曲・編曲：ねごと
3. M.Y.D.
作詞：蒼山幸子／作曲・編曲：ねごと
4. 風惹かれ
作詞：藤咲佑／作曲・編曲：ねごと
5. 迷宮ラブレター
作詞：澤村小夜子／作曲・編曲：ねごと
6. 勲章
作詞／作曲：蒼山幸子／編曲：ねごと・島田昌典
映画『劇場版しまじろうのわお！『しまじろうとくじらのうた』』主題歌

### 初回生産限定盤 特典DVD
初回生産限定盤（KSCL 2367〜8）には、特典としてDVDが付属している。
- オフショット“Recording diary & The making of photo shoots”（約20分）が収録されている。

## 演奏
- 蒼山幸子
  - Vocal
  - Synthesizers (#1.2.4.5)
  - Chorus (#2)
  - Organ (#2.4.5)
  - Tambourine, Shaker (#3)
  - Piano, Hand Clap (#4.6)
- 沙田瑞紀
  - Guitars, Chorus
  - Programming (#1.2.4.5.6)
  - Shaker (#3)
  - Hand Clap (#4.6)
- 藤咲佑
  - Bass
  - Shaker (#3)
  - Chorus (#3.5)
  - Hand Clap (#4.6)
- 澤村小夜子
  - Drums
  - Tambourine (#2.3.6)
  - Bongo, Shaker (#3)
  - Chorus (#3.5)
  - Hand Clap (#4.6)
- 室屋光一郎ストリングス：Strings (#6)